# 사이티딘 이인산 포도당
사이티딘 이인산 포도당(영어: cytidine diphosphate glucose) 또는 CDP-포도당(영어: CDP-glucose)은 사이티딘 이인산(CDP)과 포도당으로 구성된 당뉴클레오타이드이다.

## 생합성
CDP-포도당은 포도당 1-인산 사이티딜릴트랜스퍼레이스에 의해 사이티딘 삼인산(CTP) 및 포도당 1-인산으로부터 생성된다.

## 같이 보기
- 사이티딘 이인산
- 포도당